# كمال رزق
كمال رزق هو مخرج وممثل مصري.

## أعماله[2]
حارة العوانس
2006 - مسلسل
مخرج منفذ
حياتي أنت
2006 - مسلسل
مخرج منفذ
مطعم تشي توتو (المطعم)
2006 - مسلسل
مخرج منفذ
عباس الأبيض في اليوم الأسود
2004 - مسلسل
مخرج منفذ
الليل وآخره
2003 - مسلسل
مخرج منفذ
حارة الطبلاوي
2000 - مسلسل
مخرج منفذ
النص الحلو
1997 - مسلسل - فوازير
مخرج منفذ
شيء في صدري
1995 - مسلسل
مخرج منفذ
الدنيا حظوظ: لا للزوجات
1994 - مسلسل
مخرج منفذ
بوابة المتولي
1994 - مسلسل
مخرج منفذ
حتى لا يغيب القمر
1994 - مسلسل
مخرج منفذ
أهل الطريق
1993 - مسلسل
مخرج منفذ
الخروج من الدائرة
1992 - مسلسل
مخرج منفذ
جوازة ناقصاها شاهد
1992 - سهرة تليفزيونية
مخرج منفذ
حالة اشتباه
1992 - فيلم
مخرج منفذ
شموع لا تنطفئ
1991 - مسلسل
مخرج منفذ
الرحاية
1989 - مسلسل
مخرج منفذ
ليلة هروب
1989 - مسلسل
مخرج منفذ
البشاير
1987 - مسلسل
مخرج منفذ
بنات الثانوية
1987 - مسلسل
مخرج مساعد
صائمون والله أعلم
1987 - مسلسل
مخرج منفذ
لقاء في شهر العسل
1987 - فيلم
مخرج مساعد
الجوارح
1986 - مسلسل
مخرج منفذ
عبدالرحمن بن خلدون
1985 - مسلسل
مخرج منفذ
أهلا أهلا بالسكان
1984 - مسلسل
مخرج منفذ
رجل شريف جدًا
1984 - مسلسل
مخرج منفذ
عش المجانين
1983 - مسلسل
مخرج مساعد
قلب من ذهب
1983 - مسلسل
مخرج منفذ
أديب
1982 - مسلسل
مخرج مساعد
الحب في الخريف
1982 - مسلسل
مخرج منفذ
عروسة وجوز عرسان
1982 - فيلم
مساعد مخرج أول
المصيدة
1981 - مسلسل
مخرج مساعد
دندش
1981 - فيلم
مخرج مساعد
صراع العشاق
1981 - فيلم
مخرج مساعد
فتوات بولاق
1981 - فيلم
مخرج مساعد
زينب والعرش
1980 - مسلسل
مخرج مساعد
الأيام
1979 - مسلسل
مخرج مساعد
العملاق
1979 - مسلسل
مخرج مساعد
خائفة من شيء ما
1979 - فيلم
مساعد مخرج
خطيئة ملاك
1979 - فيلم
مخرج مساعد
رجال لا يعرفون الحب
1979 - فيلم
مخرج مساعد
لعبة القدر
1979 - مسلسل
مخرج مساعد
برج الحظ
1978 - مسلسل
مخرج مساعد
رجل عاش مرتين
1978 - مسلسل
مخرج مساعد
شباب يرقص فوق النار
1978 - فيلم
مخرج مساعد
قلوب في بحر الدموع
1978 - فيلم
مخرج مساعد
طائر الليل الحزين
1977 - فيلم
مخرج مساعد
مكان للحب (خطايا الحب)
1977 - فيلم
مخرج مساعد
الحساب يا مدموازيل
1976 - فيلم
مخرج مساعد
الدموع الساخنة
1976 - فيلم
مخرج مساعد
شلة الأنس
1976 - فيلم
مخرج مساعد
ملك التاكس
1976 - فيلم
مساعد مخرج أول
الخدعة الخفية
1975 - فيلم
م مخرج أول
لقاء مع الماضي
1975 - فيلم
مساعد مخرج أول
العنكبوت
1973 - مسلسل
مخرج مساعد
المرأة التي غلبت الشيطان
1973 - فيلم
مخرج مساعد
الفرج بعد الشدة
0 - سهرة تليفزيونية
مخرج منفذ
حكم الزمن
0 - مسلسل
المخرج المنفذ
لغز الملكة شهرزاد
0 - مسلسل - فوازير
مساعد مخرج
وبقيت الذكريات
0 - فيلم
مخرج منفذ
تمثيل (14)
أوراق من المجهول
1998 - مسلسل
الخروج من الدائرة
1992 - مسلسل
القلوب عند بعضها
1988 - سهرة تليفزيونية
صائمون والله أعلم
1987 - مسلسل
النديم
1982 - مسلسل
سر الغريبة
1982 - مسلسل
بسيوني الحطاب
المصيدة
1981 - مسلسل
بيت الحب
1979 - مسلسل
لا شيء يهم
1977 - مسلسل
الحواجز الزجاجية
1974 - مسلسل
عادات وتقاليد
1972 - مسلسل
الشقيقة
0 - سهرة تليفزيونية
الموديل
0 - سهرة تليفزيونية
وبقيت الذكريات
0 - فيلم